# NBA Live 07
NBA Live 07 est un jeu vidéo de basket-ball sorti en 2006 et fonctionne sur PlayStation 2, PlayStation Portable, Xbox, Xbox 360 et téléphone mobile. Le jeu a été développé par EA Canada puis édité par Electronic Arts.

## Soundtrack
The NBA Live 07 soundtrack was:
- BRAZA - "Son Do BRAZA"
- Raptile - "Neva Eva"
- Lady Soveregin - "A Little Bit of Shh (Adrock Remix)"
- Redrama - "I Don't Know What to Tell You"
- Bossman - "Hand Clap"
- Gnarls Barkley - "Crazy"
- Feezy 350 featuring Shauna K - "Mr. DJ"
- Sergio Mendes & Black Eyed Peas - "Mas Que Nada"
- Pigeon John - "Higher"
- Citty - "Them Ballers"
- The Coup - "My Favorite Mutiny"
- Rhymefest - "Some of these Days"
- Ghislain Poirier - "Mic Diplomat"
- Mark Ronson featuring Alex Greenwald - "Just"
- Robert Randolph & The Family Band - "Thrill of It"
- Ten Days Till - "Get Them Hands Hi"
- Dead prez Presents M-1 - "Til We Get There"
- Damizza featuring Butch Cassidy - "In 2's"
- Lupe Fiasco - "Kick, Push"
- Jurassic 5 featuring Dave Matthews Band - "Work It Out"
- Army of the Pharaohs - "Gorillas"
- Talib Kweli - "Listen"
- Murs & 9th Wonder - "L.A."[1]